# Australische torenvalk
De Australische torenvalk (Falco cenchroides) is een roofvogel uit de familie der valken (Falconidae).

## Verspreiding en leefgebied
Deze soort komt voor in Australië en Nieuw-Guinea en er worden twee ondersoorten onderscheiden:
- F. c. baru: het Maokegebergte in het westelijke deel van Centraal-Nieuw-Guinea.
- F. c. cenchroides: Australië, Tasmanië, Lord Howe-eiland en Norfolk.